# José Megre
José Osório de Antas Megre (Lisboa, 26 de março de 1942 — Lisboa, 21 de fevereiro de 2009) foi um piloto todo-o-terreno português.

## Biografia
Bacharelou-se em Engenharia Mecânica, em 1966, em Inglaterra. Partiu para Angola, em 1967, onde foi alferes comando na Guerra Colonial, até 1970. Em 1970 ingressou no Grupo Entreposto, onde exerceu funções profissionais até 2002, como director técnico, administrador e consultor. Co-fundador do Clube Todo-o-Terreno 1982 e do Clube Aventura 1984, organizador de eventos desportivos de todo-o-terreno em Portugal, criou o Rali Transibérico e a Baja Portalegre 500, a Baja Portalegre e a Baja Portugal, o Rali de Fronteira e o Raid Transportugal. Realizou várias expedições em automóvel na Europa, em Africa, na Ásia e na América, tendo visitado  193 dos 194 países reconhecidos do mundo, tendo restado o Iraque. Foi o primeiro português a organizar uma equipa para participar no Paris-Dakar, em jipes UMM, nas edições de 1982, 1983 e 1984. Organizou e participou em inúmeras expedições para viaturas 4X4 com extensões que variaram entre 10 e 25.000 quilómetros. De notar que as viagens de José Megre não eram feitas unicamente para conseguir o carimbo no passaporte. A sua norma era fazer vários quilómetros de modo a conhecer o melhor possível os países por onde passou, tendo percorrido cerca de um milhão de quilómetros em automóvel fora de Portugal, só ou acompanhado de amigos, colegas ou clientes. Entre eles Carlos Sousa, Filipe de Botton, Francisco Romeiras, José Manuel Fernandes, Luis Amaral e Luís Filipe Gaspar. Além disso criou e apresentou o programa da RTP1, Ida e volta (1976-1978), e publicou livros sobre as suas viagens, entre eles Como eu visitei todos os países do mundo (menos um) (2009). Foi distinguido com a Medalha de Cruz de Guerra (Angola), o Prémio Alfredo César Torres (FPAK), o Prémio Personalidade do Século XX (Confederação de Desporto, por proposta da Federação Portuguesa de Todo o Terreno Turístico) e Personalidade do Ano 2006 (Confederação de Desporto, por proposta da FPAK) e o Troféu Rodas de Prata (Associação do Comércio Automóvel de Portugal). Dizia que o seu lema de vida era «A sorte protege alguns audazes».

## Ligações Externas
- «Sítio oficial»